# Muricea hebes
Muricea hebes är en korallart som beskrevs av Addison Emery Verrill 1864. Muricea hebes ingår i släktet Muricea och familjen Plexauridae. Inga underarter finns listade i Catalogue of Life.